# Space Quest: The Sarien Encounter
Space Quest: The Sarien Encounter är ett äventyrsspel av Sierra On-Line från 1986. Det är det första spelet i Space Quest-serien.

## Handling
Den avlägsna världen Earnon är döende. Solen håller på att slockna och planet efter planet blir obeboelig. Hela världens forskningsresurser sätts in på att hitta på en lösning. Efter år av studier och utveckling finner man en lösning: En Stjärnskapare (Star Generator), som kan förvandla en livlös planet till en ny sol. Men det finns elaka sarianer som vill använda uppfinningen för att ta över universum. De har just invaderat rymdlabbet Arcada där Stjärnskaparen finns och dödat de flesta i besättningen. Den ende överlevande är spelaren själv.
Man spelar som en tredje klassens städare på rymdlabbet. Rymdlabbet har en inbyggd självförstörare som redan är aktiverad, så spelaren måste ta sig ifrån skeppet och vidare mot en annan värld, för att sedan stoppa sarianerna.